# 1881 Шао
1881 Шао (1881 Shao) — астероїд головного поясу, відкритий 3 серпня 1940 року.
Тіссеранів параметр щодо Юпітера — 3,171.